# Gene H. Golub
Gene Howard Golub (29 février 1932 - 16 novembre 2007), professeur d'informatique titulaire de la chaire Fletcher Jones (et, par courtoisie, aussi de génie électrique) à l'université Stanford, est l'un des analystes numériciens les plus éminents de sa génération.

## Biographie
Golub est né à Chicago. Il fait ses études universitaires à l'université de l'Illinois à Urbana-Champaign, où il obtient son B. S. (1953), M. A. (1954) et son Ph. D. (1959) tous en mathématiques. Son diplôme de maîtrise est plus orienté statistique mathématique. Sa thèse de doctorat intitulée « The Use of Chebyshev Matrix Polynomials in the Iterative Solution of Linear Equations Compared to the Method of Successive Overrelaxation » est préparée sous la supervision d'Abraham Taub. 
Golub arrive à l'université Stanford en 1962 et devient professeur en 1970. Il dirige plus de trente doctorants, dont beaucoup se sont distingués, comme Richard P. Brent,
Michael Heath (en), Dianne O'Leary, Michael A. Saunders, Margaret H. Wright. Gene Golub a joué un rôle important dans l'analyse numérique et a joué un rôle central dans la création du NA-Net et du NA-Digest, ainsi que du Congrès international sur les mathématiques industrielles et appliquées.

## Recherche

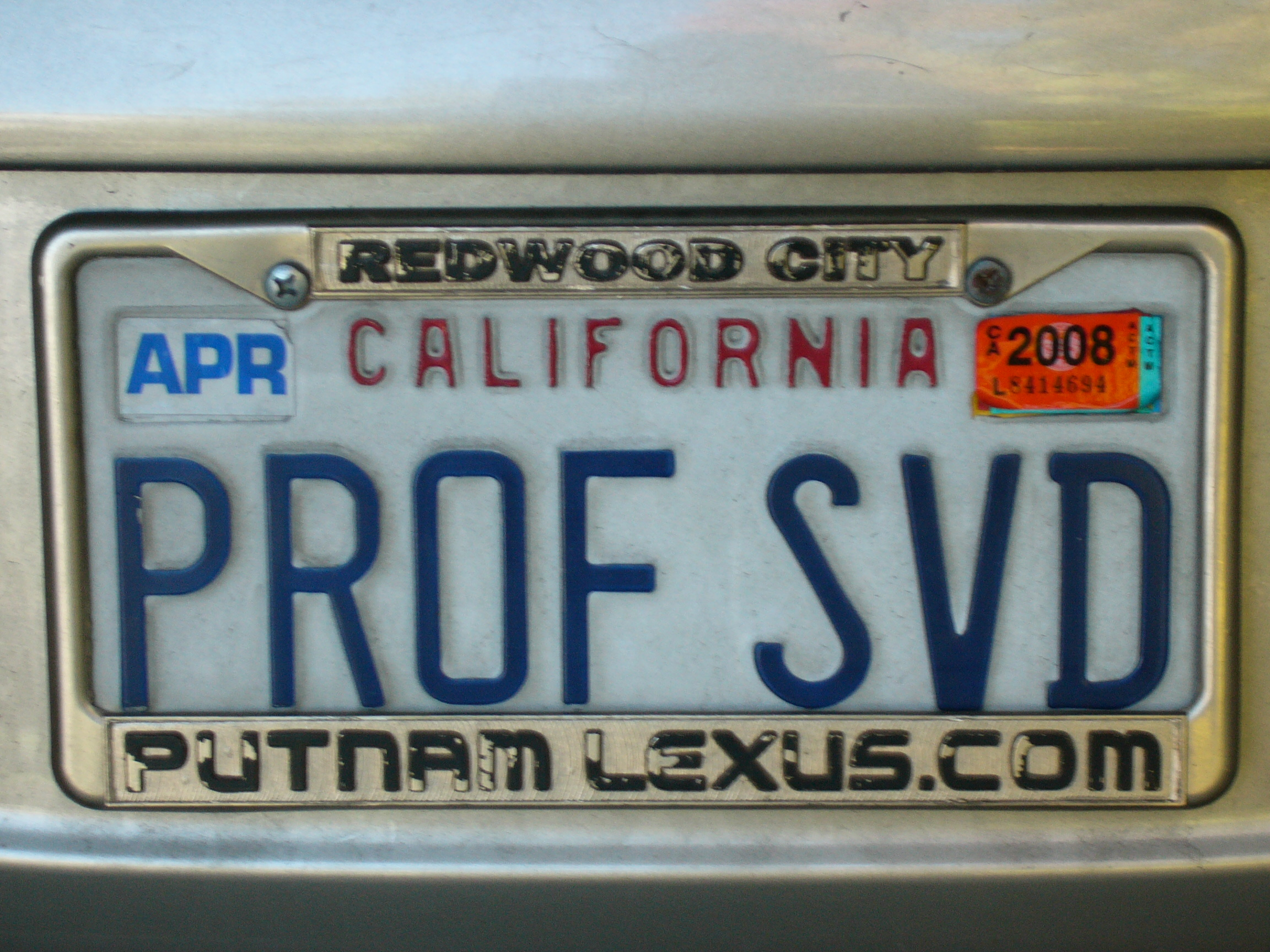
Plaque minéralogique de la voiture de Gene Golub

L'un des livres de Golub les plus connus est Matrix Computations co-écrit avec Charles F. Van Loan. Golub a été un contributeur majeur d'algorithmes pour les décompositions matricielles . En particulier, il a publié en 1970 un algorithme avec William Kahan qui a rendu réalisable le calcul de la décomposition en valeurs singulières (SVD) et qui est encore utilisé aujourd'hui. Une synthèse de son travail a été publiée en 2007 par Oxford University Press sous le titre Milestones in Matrix Computation.

## Prix et reconnaissance
Golub reçoit la médaille Bolzano en or dee l’Académie tchèque des sciences pour ses travaux dans le domaine des sciences mathématiques (1994), Forsythe Lecturer (1978), A. R. Mitchell Lecturer, 1991; et est élu dans trois académies nationales: l'Académie nationale des sciences (1993), l'Académie nationale d'ingénierie (1990), et l'Académie américaine des arts et des sciences (1994). Il est également membre étranger de l'Académie royale des sciences de l'ingénieur de Suède (1986).
Il est répertorié comme un chercheur souvent cité dans l'Institute for Scientific Information. Il est titulaire de 11 doctorats honoris causa, délivrés notamment par l'université de Linköping (1984), l'université de Grenoble (1986), l'université KU Leuven (1992), l'université d'Umeå (1995), l'Université nationale australienne (1996), l'université de Dundee, (1987), l'université d'Illinois (1991), et il devait encore recevoir un doctorat honoris causa de l'ETH Zürich le 17 novembre 2007, mais il est mort d'une leucémie myéloïde aiguë le matin du 16 novembre 2007 à l'hôpital de Stanford.
Il est professeur invité à Princeton (1970), au MIT (1979), à l'ETH (1974 et 2002) et à Oxford (1982, 1998 et 2007).
Gene Golub est président de la Society for Industrial and Applied Mathematics (SIAM) de 1985 à 1987, membre de l'IEEE, et est rédacteur en chef fondateur du SIAM Journal on Scientific Computing (SISC) et du SIAM Journal on Matrix Analysis and Applications (SIMAX).